# Devenilia disparata
Devenilia disparata là một loài bướm đêm trong họ Geometridae.